# 東京号泣教室 〜ROAD TO 2020〜
『東京号泣教室 〜ROAD TO 2020〜』（とうきょうごうきゅうきょうしつ ロード・トゥ・トゥエンティトゥエンティ）は、キューブが製作するバラエティ番組。2013年10月から放送。キャッチフレーズは「スペシャリストが一流の技を伝授! 30分間のプチ学バラエティ!」。

## 内容
芸能プロダクション 「池田タレントプロモーション」の社長である池田政彦（演：古田新太）が、所属タレントの東京パフォーマンスドール（新生、略称：TPD）を芸能人かつ大人の女性として一人前にするため、毎回さまざまな分野の専門家をゲストとして連れてきて特別授業を行う。全ては、2020年に行われる某国際大会の開会式に出演させるためである。

## 出演者
- 池田タレントプロモーション所属タレント：東京パフォーマンスドール
- 池田タレントプロモーション社長、池田政彦（54歳）：古田新太（#1～54、#61～63、#67～）
  - キューブが製作したバラエティ番組『ホレゆけ!スタア☆大作戦』で演じた池田政彦と同一人物。
- 社長代理、土田英生（#55～60、#64～66）
  - #54はゲスト講師として出演

## 放送リスト
| 回 | 講義内容                                     | ゲスト講師                                                   |
| -- | -------------------------------------------- | ------------------------------------------------------------ |
| 1  | 粋ってなんだろう?                            | 荒井修（浅草文扇堂四代目扇子職人）                           |
| 2  | プロが教える写真の撮られ方                   | 渞忠之（写真家）                                             |
| 3  | RAPをちゃんと学ぼう                          | いとうせいこう（ラッパー）                                   |
| 4  | 怒りに楽しく向き合う方法                     | 関根眞一（苦情・クレーム対応アドバイザー）                   |
| 5  | アクションの真髄を学ぼう                     | 竹田道弘（アクションコーディネーター）                       |
| 6  | インタビューの極意を学ぶ                     | 吉田豪（プロインタビュアー）                                 |
| 7  | 世界へ挑むために大切な3つのこと              | Marco.（フリースタイルフットボールプレーヤー）               |
| 8  | おもてなしの心とマナーを学ぶ                 | 平林都（マナー講師）                                         |
| 9  | 外国人に確実にチラシを渡す方法               | 清水宏（俳優・コメディアン）                                 |
| 10 | 4億円の借金を作らない技術                    | 叶井俊太郎（映画プロデューサー）                             |
| 11 | アイディアをはき出そう!                      | 家入一真（連続起業家）                                       |
| 12 | 迫力のある大笑いの仕方                       | 善竹富太郎（大蔵流狂言師）                                   |
| 13 | TPD STAGE DREAMS SP!!                        |                                                              |
| 14 | 人の心を見抜くヒント                         | DaiGo（メンタリスト）                                        |
| 15 | 1人1人が輝くグループになる方法               | クリス松村（タレント）                                       |
| 16 | 5分間で1億円売るためのコツとツボ             | ベガス味岡（通販マン）                                       |
| 17 | 身につけるものを進化させよう                 | 塚本昌彦（情報工学者）                                       |
| 18 | 歌で活きる言葉の使い方                       | 売野雅勇（作詞家）                                           |
| 19 | 秘めたる力を引き出そう                       | 藤野良孝（オノマトペ研究家）                                 |
| 20 | ちょっとおかしくなろう!                      | たかはし智秋（声優）                                         |
| 21 | 役を作るということ                           | 山西惇（俳優）                                               |
| 22 | 飛行のススメ                                 | 矢野健夫（飛行撮影家）                                       |
| 23 | 頭に花を咲かせよう!                          | TAKAYA（花結い師）                                           |
| 24 | 長屋に暮らそう                               | アズビー・ブラウン（建築家）                                 |
| 25 | TPDをイノベーションする!                     | 岸博幸（慶應義塾大学大学院教授）                             |
| 26 | 運命予報占いでTPDを丸ハダカに!               | 星月夜景（運命予報師）                                       |
| 27 | しっかり食べて健康美人!                      | エリカ・アンギャル（栄養コンサルタント）                     |
| 28 | 影絵で学ぶ手のお芝居                         | 後藤圭（劇団かかし座代表）                                   |
| 29 | あーと書道で枠をぶち壊せ!                    | 未来〜miku（色彩のあーと書道家）                             |
| 30 | 古き良き時代の女らしさを学ぶ                 | 市川春猿（歌舞伎俳優）                                       |
| 31 | 特殊メイクでTPDの未来がわかる                | JIRO（特殊メイクアップアーティスト）                         |
| 32 | イケてるCM作ろうぜ!                          | 江口カン（映像ディレクター）                                 |
| 33 | 泣いて心をリフレッシュ!                      | 吉田英史（感涙療法士）                                       |
| 34 | 勝率９割!選挙に勝つための技術                | 幸慶美智子（選挙ウグイス嬢）                                 |
| 35 | カンジて学ぼう!漢字のなりたち                | ブレット・メイヤー（漢字教育士）                             |
| 36 | なりたい自分になるための書き方               | 高橋史（筆跡アドバイザー）                                   |
| 37 | 廃品楽器でTPDだけの音を奏でる                | 山口とも（パーカッショニスト）                               |
| 38 | サンドアートで儚さを学ぼう！                 | 船本恵太（サンドアートパフォーマー）                         |
| 39 | スキだらけのTPDに防犯の心得を伝授！          | 京師美佳（美人防犯アドバイザー）                             |
| 40 | TPDにも分かる！東京“科学”教室                | 長沼毅（生物学者）                                           |
| 41 | 「わざわざ」手紙を書くススメ                 | 亀井ゆかり（手紙コンサルタント）                             |
| 42 | 自分だけのエンブレム“パ紋”を作ろう！         | 原田専門家（グラフィックデザイナー）                         |
| 43 | 女子キャンプのススメ                         | こいしゆうか（アウトドアコーディネイター・イラストレーター） |
| 44 | 女子キャンプのススメ 料理編                  | こいしゆうか（アウトドアコーディネイター・イラストレーター） |
| 45 | 怖い話で学ぶトーク術                         | 島田秀平（芸人）                                             |
| 46 | ヒューマンビートボックスを学ぼう！           | AFRA（ヒューマンビートボクサー）                             |
| 47 | 方言でありのままの自分を！                   | 茂木久美子（新幹線カリスマ販売員）                           |
| 48 | ラジオDJセミナー！話し方のスペシャルレッスン | 金子奈緒（ラジオDJ）                                         |
| 49 | 後戻りできない飴細工の世界                   | 吉原孝洋（飴細工師）                                         |
| 50 | お客様をいい気分にさせよう                   | 平田進也（旅行添乗員）                                       |
| 51 | STAGE DREAMS SP                              |                                                              |
| 52 | 特徴を大げさにしよう！                       | 田中徹（カリカチュアアーティスト）                           |
| 53 | 自分が変わる！めがねで自己プロデュース       | 藤裕美（眼鏡スタイリスト）                                   |
| 54 | 呼吸で演技しよう                             | 土田英生（劇作家・演出家・俳優）                             |
| 55 | イキイキとした顔になろう！                   | 間々田佳子（顔ヨガインストラクター）                         |
| 56 | おもしろ動画で世界に羽ばたけ！               | MEGWIN（ユーチューバー）                                     |
| 57 | 空気を読むな 本を読め                        | 小飼弾（書評ブロガー）                                       |
| 58 | 一番になるための秘訣                         | 吉野敬介（予備校講師）                                       |
| 59 | 海の男に学ぶ！深海ロマン                     | 長谷川久志（深海魚専門漁師）                                 |
| 60 | 魚の気持ちになってみよう！                   | 東城久幸（水景デザイナー）                                   |
| 61 | 自分の身は自分で護る！                       | 東山一恵（全日本護身ビクス協会最高師範）                     |
| 62 | バカバカしいことを真面目に！                 | 和田ラヂヲ（漫画家）                                         |
| 63 | 発想をぶっとばそう！                         | 東學（絵師,アートディレクター）                              |
| 64 | 女子でも楽しめるDIY                          | 番匠智香子（DIYアドバイザー）                                |
| 65 | 本当の思いを短歌にしよう                     | 枡野浩一（歌人）                                             |
| 66 | 人を驚かせる為の技術                         | 庄司タカヒト（マジシャン）                                   |
| 67 | イラツキをヒラメキに変えよう！               | 夏野剛（慶應義塾大学特別招聘教授）                           |
| 68 | 運動会で絆を深めよう！                       | 米司隆明（運動会マイスター）                                 |
| 69 | 教科書に載っていない江戸時代                 | 河合敦（文教大学付属高校教諭）                               |
| 70 | フィギュアスケートを学ぼう！                 | 西田美和（プロフィギュアスケーター）                         |
| 71 | 絶叫マシンで非日常を味わおう                 | 市川尚孝（ジェットコースターマニア）                         |
| 72 | 富士山クイズで富士山バカになろう             | 西川卯一（富士山専門ギフトショップ「東海道 表富士」店主）    |
| 73 | 消しゴムはんこはライブだ!                    | とみこはん（消しゴム版画家）                                 |
| 74 | 気持ちいいクイズを作ろう!                    | 日髙大介（クイズ作家）                                       |
| 75 | 繰り返しが大事 正しい努力の仕方              | 山口真由（弁護士）                                           |
| 76 | グルメロケの極意を学ぶ                       | タージン（タレント）                                         |

## 使用楽曲
- オープニング

第1回～ 東京パフォーマンスドール「ダイヤモンドは傷つかない -Rearranged ver.-」
- エンディング

第1回～25回 東京パフォーマンスドール「ダイヤモンドは傷つかない -Rearranged ver.-」
第26回～55回 東京パフォーマンスドール「DREAMIN'」
第56回～ 東京パフォーマンスドール「DREAM TRIGGER」

## ネット局
| 放送対象地域   | 放送局              | 系列           | 放送時間           | 放送開始日     | ナビ番組 | 備考       |
| -------------- | ------------------- | -------------- | ------------------ | -------------- | -------- | ---------- |
| 青森県         | 青森放送            | 日本テレビ系列 | 月曜 26:24 - 26:54 | 2014年6月2日   |          |            |
| 秋田県         | 秋田テレビ          | フジテレビ系列 | 金曜 25:50 - 26:20 | 2014年5月2日   |          | #26〜      |
| 岩手県         | テレビ岩手          | 日本テレビ系列 | 土曜 26:20 - 26:50 | 2014年4月26日  |          | #26〜      |
| 宮城県         | 東日本放送          | テレビ朝日系列 | 土曜 27:20 - 27:50 | 2014年4月12日  |          |            |
| 山形県         | 山形テレビ          | テレビ朝日系列 | 火曜 24:50 - 25:20 | 2014年8月4日   |          |            |
| 福島県         | 福島中央テレビ      | 日本テレビ系列 | 火曜 25:29 - 25:59 | 2014年4月26日  |          |            |
| 群馬県         | 群馬テレビ          | 独立局         | 火曜 22:00 - 22:30 | 2013年10月22日 | 10月15日 |            |
| 東京都         | TOKYO MX            | 独立局         | 月曜 22:00 - 22:30 | 2013年10月12日 | 10月6日  |            |
| 神奈川県       | tvk                 | 独立局         | 土曜 22:30 - 23:00 | 2013年10月19日 | 10月12日 |            |
| 新潟県         | テレビ新潟          | 日本テレビ系列 | 火曜 25:29 - 25:59 | 2014年4月1日   |          |            |
| 福井県         | 福井テレビ          | フジテレビ系列 | 日曜 25:50 - 26:20 | 2014年1月15日  |          |            |
| 静岡県         | 静岡第一テレビ      | 日本テレビ系列 | 木曜 26:04 - 26:34 | 2014年1月23日  | 1月16日  |            |
| 中京広域圏     | CBCテレビ           | TBS系列        | 木曜 26:21 - 26:51 | 2013年10月24日 | 10月10日 |            |
| 岡山県・香川県 | 岡山放送            | フジテレビ系列 | 水曜 25:45 - 26:20 | 2013年10月23日 | 10月16日 |            |
| 山口県         | テレビ山口          | TBS系列        | 日曜 25:20 - 25:50 | 2013年10月20日 | 10月13日 |            |
| 熊本県         | 熊本放送            | TBS系列        | 月曜 25:43 - 26:13 | 2013年11月4日  | 10月28日 |            |
| 全国           | MUSIC ON! TV        | 専門チャンネル | 金曜 18:00 - 18:30 | 2013年11月8日  | 11月1日  |            |
| 全国           | BSフジ              | BSデジタル放送 | 日曜 25:00 - 25:30 | 2013年11月24日 |          |            |
| 全国           | ひかりTVチャンネル1 | IP放送         | 水曜 22:30 - 23:00 | 2014年10月1日  |          | #28〜      |
| 東南アジア     | WAKUWAKU JAPAN      | 専門チャンネル | 土曜 20:30-21:00   | 2014年11月8日  |          | [ 注釈 7 ] |

過去のネット局
- BSスカパー! 水曜 23:30 - 24:00（初回放送の翌週月曜日17:30 - 18:00に再放送。2014年2月6日から2014年9月24日まで）
- 北海道放送 月曜 26:10 - 26:40（2013年11月11日から2014年10月21日 ♯50まで）
- 富山テレビ 水曜 26:15 - 26:45（2014年4月16日から）
- 毎日放送 金曜 26:35 - 27:05[注釈 8]（2014年4月18日から2015年1月30日まで）
- 中国放送 日曜 24:50 - 25:20（2013年11月3日から2015年1月まで）
- 大分放送 木曜 10:20 - 10:50（2013年10月17日から2014年10月9日まで）

## スタッフ
- 振付：林希
- ナレーター：安井絵里
- 構成：川野将一、竹村武司
- TD：長谷川哲也
- CAM：遠藤洋平
- 音声：田中絵美
- VE：山口聡
- AUD：西野和洋
- 照明：新谷初
- 美術：本田邦宏
- デザイン：内山真理子
- 美術進行：小山千香子
- 大道具製作：岩崎隆史
- 大道具操作：吉野雅則
- スタイリスト：堀口健一、長谷部紗子
- ヘアメイク：佐々木累美子、西本恵子
- タイトルデザイン：東學
- CG：奥田真也
- EED：菊地優太
- MA：谷弘明
- 音効：磯川浩己、遠藤治朗
- 衣装協力：タカキュー吉祥寺店、株式会社キンカ堂
- 協力：千代田ビデオ、スタジオヴェルト、フジアール、フロムアップ
　　　　エイム ヴィジュアル、Nextry、チトセアート、グスク
- スチール：須佐写真事務所
- デスク：鈴木はるみ
- キャスティング：平出さとし
- 監修：岡宗秀吾
- ディレクター：椿本慶次郎、佐々木雄一
- 演出：ウエダダイスケ
- プロデューサー：城間康男、藤山高浩
- アソシエイト・プロデューサー：國府田かおり、小田川恵介（キューブ）
- エグゼクティブ・プロデューサー：高橋典子（キューブ）、岡田宣（エピックレコードジャパン）
- ゼネラル・プロデューサー：北牧裕幸（キューブ）
- 製作著作：キューブ、エピックレコードジャパン

## 関連商品
- DVD

東京号泣教室 〜ROAD TO 2020〜 DVD-BOX vol.1（2014年8月29日）
第1回～7回、9回～13回と特典映像(未公開映像) 約60分を収録。
東京号泣教室 〜ROAD TO 2020〜 DVD-BOX vol.2（2014年12月23日）
第14～25回と特典映像(未公開映像)約80分を収録。
東京号泣教室 〜ROAD TO 2020〜 DVD-BOX vol.3（2015年7月1日）
第26～38回と特典映像(未公開映像)約48分を収録。
東京号泣教室 〜ROAD TO 2020〜 DVD-BOX vol.4（2015年7月1日）
第39～50回と特典映像(未公開映像)約61分を収録。
東京号泣教室 〜ROAD TO 2020〜 DVD-BOX vol.5（2016年4月8日）
第51～63回と特典映像(未公開映像)約41分を収録。
東京号泣教室 〜ROAD TO 2020〜 DVD-BOX vol.6（2016年4月8日）
第64～76回と特典映像(未公開映像)約38分を収録。